# Millersburg (Indiana)
Pour les articles homonymes, voir Millersburg.
Millesburg est une commune du comté d'Elkhart, situé dans l’Indiana, aux États-Unis.

## Histoire
Millesburg est fondé par Solomon Miller, un ancien capitaine de l'armée américaine lors de la guerre de Black Hawk, né en 1803 au Tennessee. Il achète, en 1842, une parcelle de 160 acres du township de Clinton (en), sur laquelle, en 1855, il crée la localité. La première maison du village est construite par son fils James  C. Miller.
En 1856, le chemin de fer passe à travers la localité et un dépôt est créé, la ville est alors appelé Cook Station par la ligne de chemin de fer en référence à un fermier local Michael C. Cook La ville est de nouveau appelée Millesburg sur l'insistance du maitre de poste. En 1866 , la ville devient une municipalité.

## Géographie
Selon le Bureau du recensement des États-Unis, le village a une superficie totale de 1,67 km2 tout de terre.